# Kirjurinluoto
Kirjurinluoto (suédois : Skrivarholmen, français : îlot de l'écrivain) est un îlot du Kokemäenjoki à Pori en Finlande.

## Description
Kirjurinluoto est l'un des nombreux îlots du fleuve Kokemäenjoki au centre de Pori. Kirjurinluoto était un petit îlot indépendant, mais il est maintenant relié avec les îlots Raatimiehenluoto et Hanhiluoto. Au XIXe siècle, il appartient au notaire, ce qui lui a donné son nom. Les îlots de l'estuaire du Kokemäenjoki sont apparus tardivement à la suite du rebond post-glaciaire et avec les alluvions charriées par le fleuve. Au XVIe siècle, lors de la création de Pori, on avait la pleine mer à leur emplacement actuel. Sur les 25 hectares du Kirjurinluoto, on trouve un jardin à l’anglaise datant du XIXe siècle, une scène musicale, un restaurant d'été et une plage.

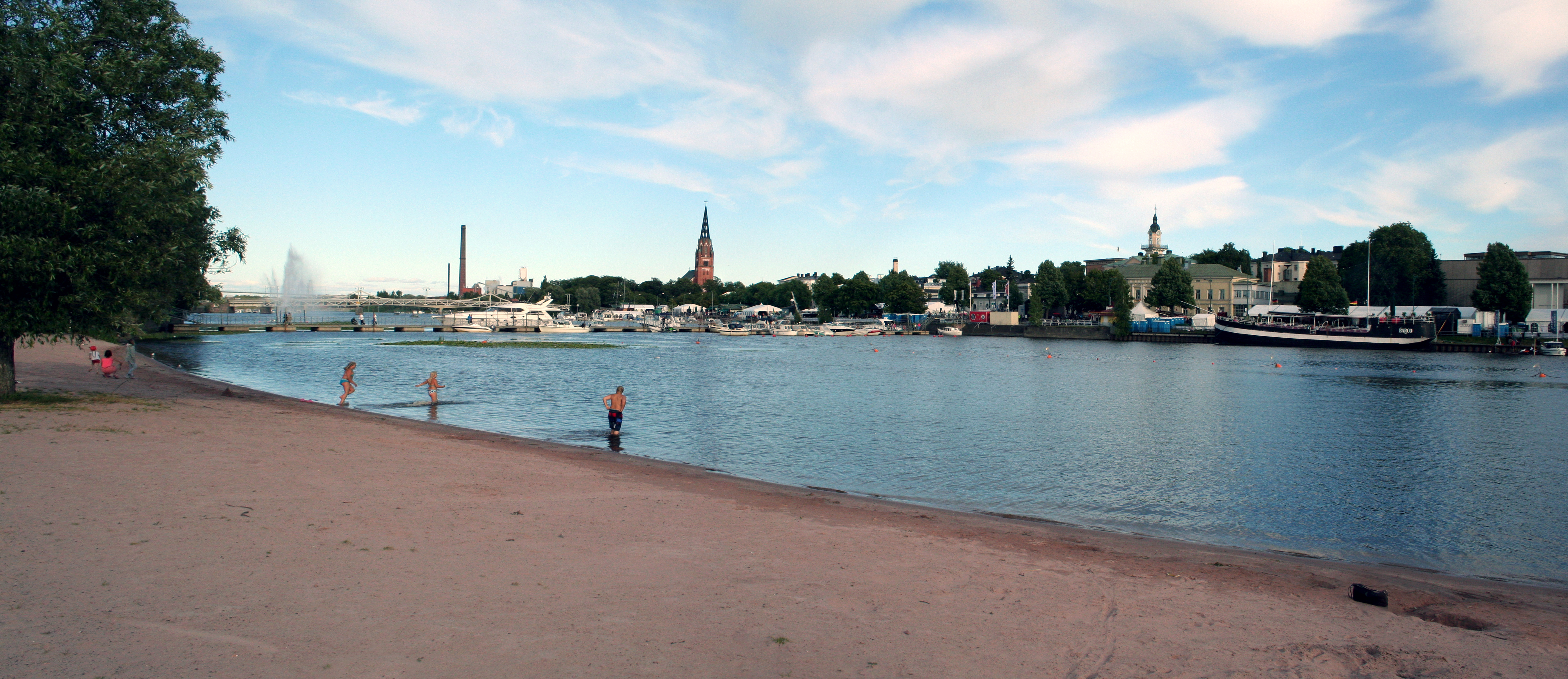
Une plage de Kirjurinluoto.
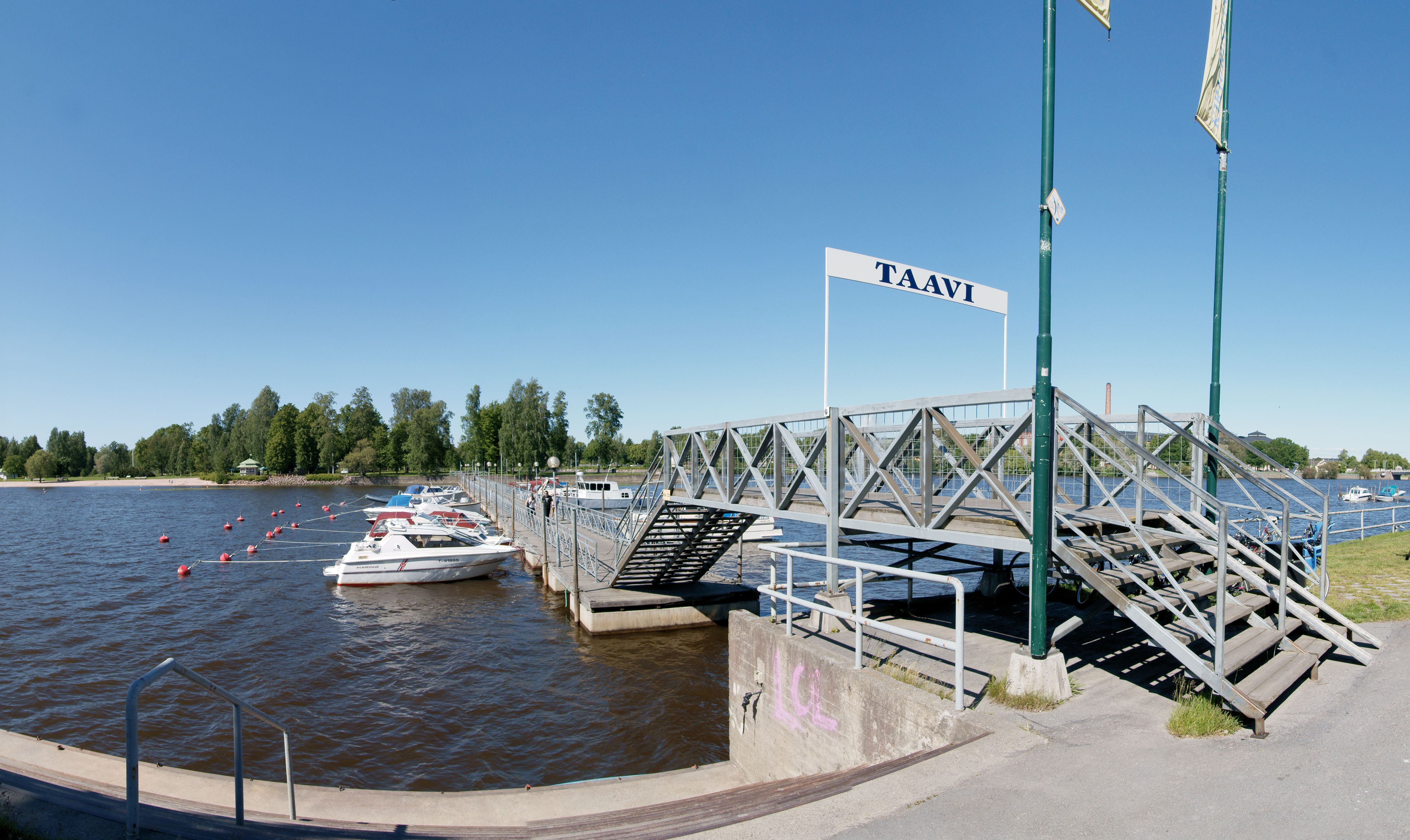
Le pont Taavisilta menant à Kirjurinluoto.
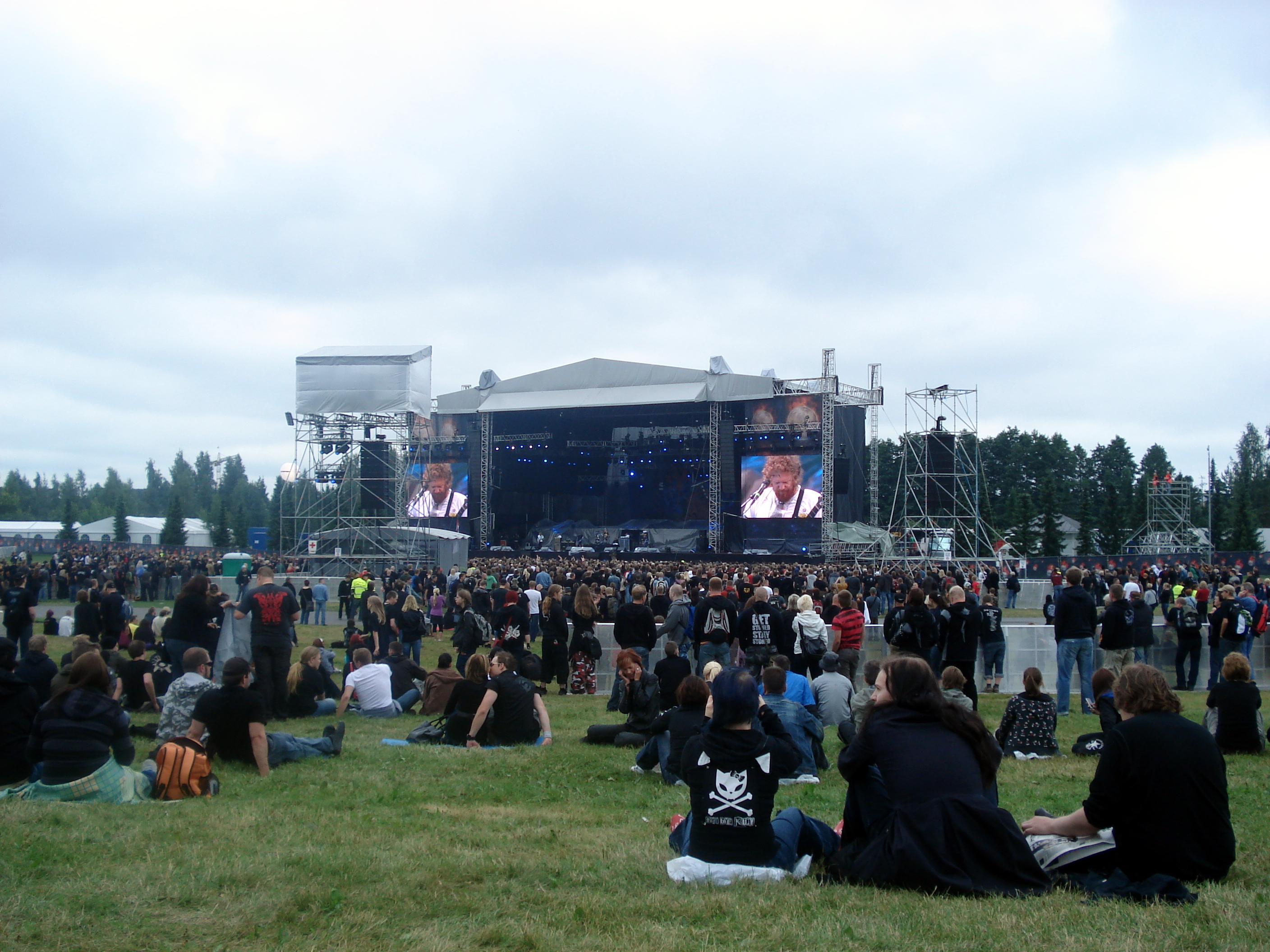
Le groupe Mastodon pendant le festival Sonisphere Festival à Kirjurinluoto en 2009.
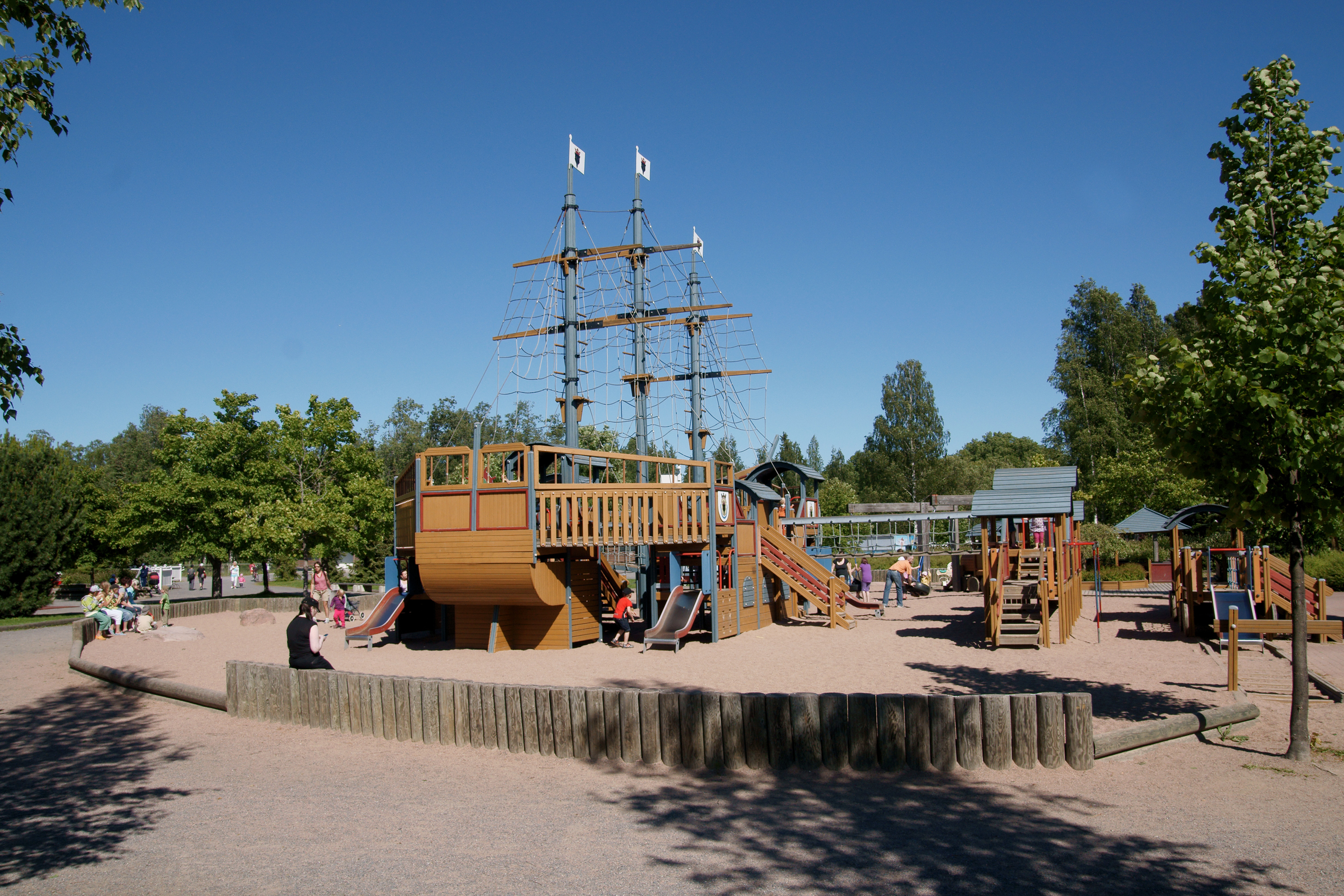
Parc de jeux Pelle Hermann.
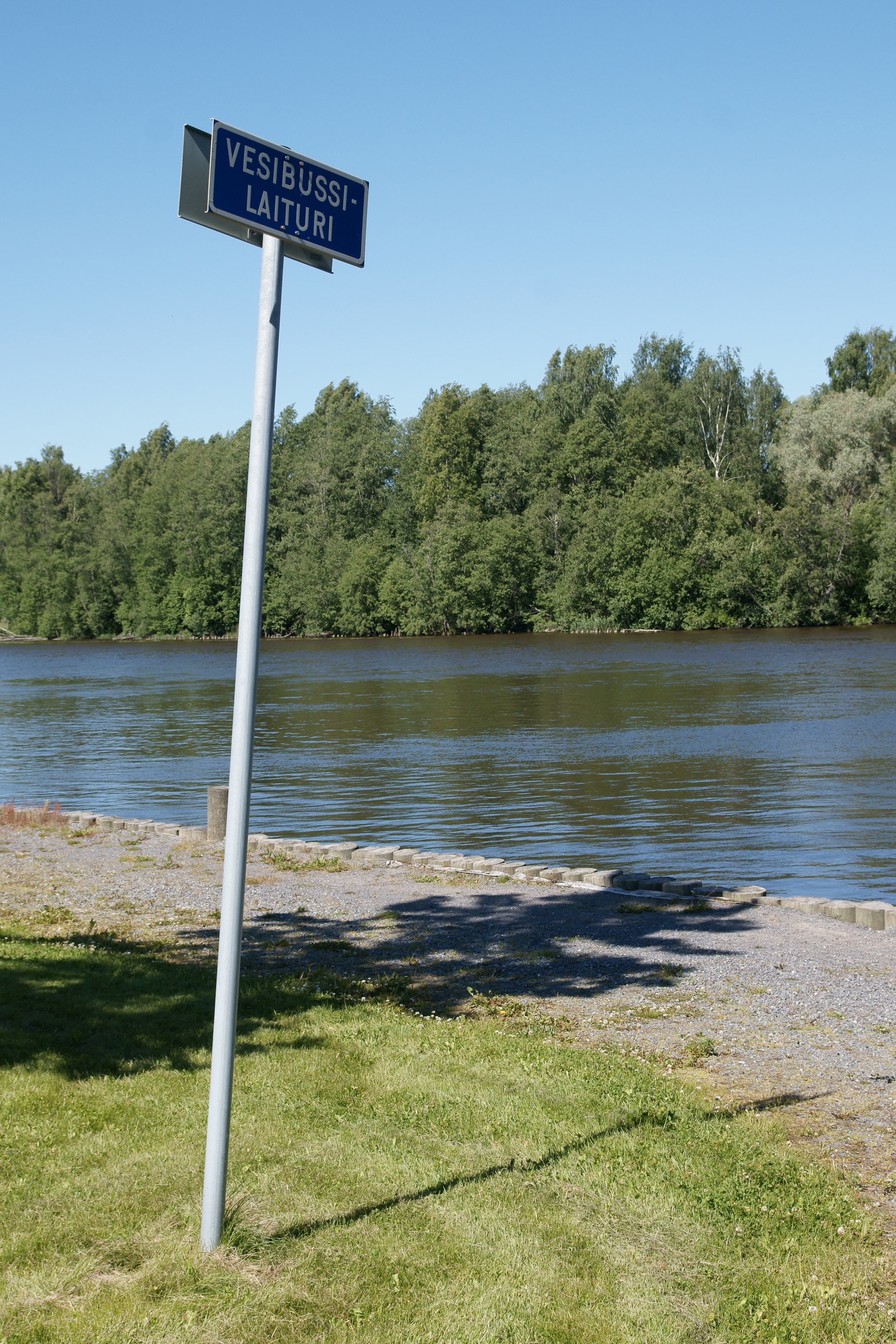
Arrêt à Kirjurinluoto de la navette fluviale.
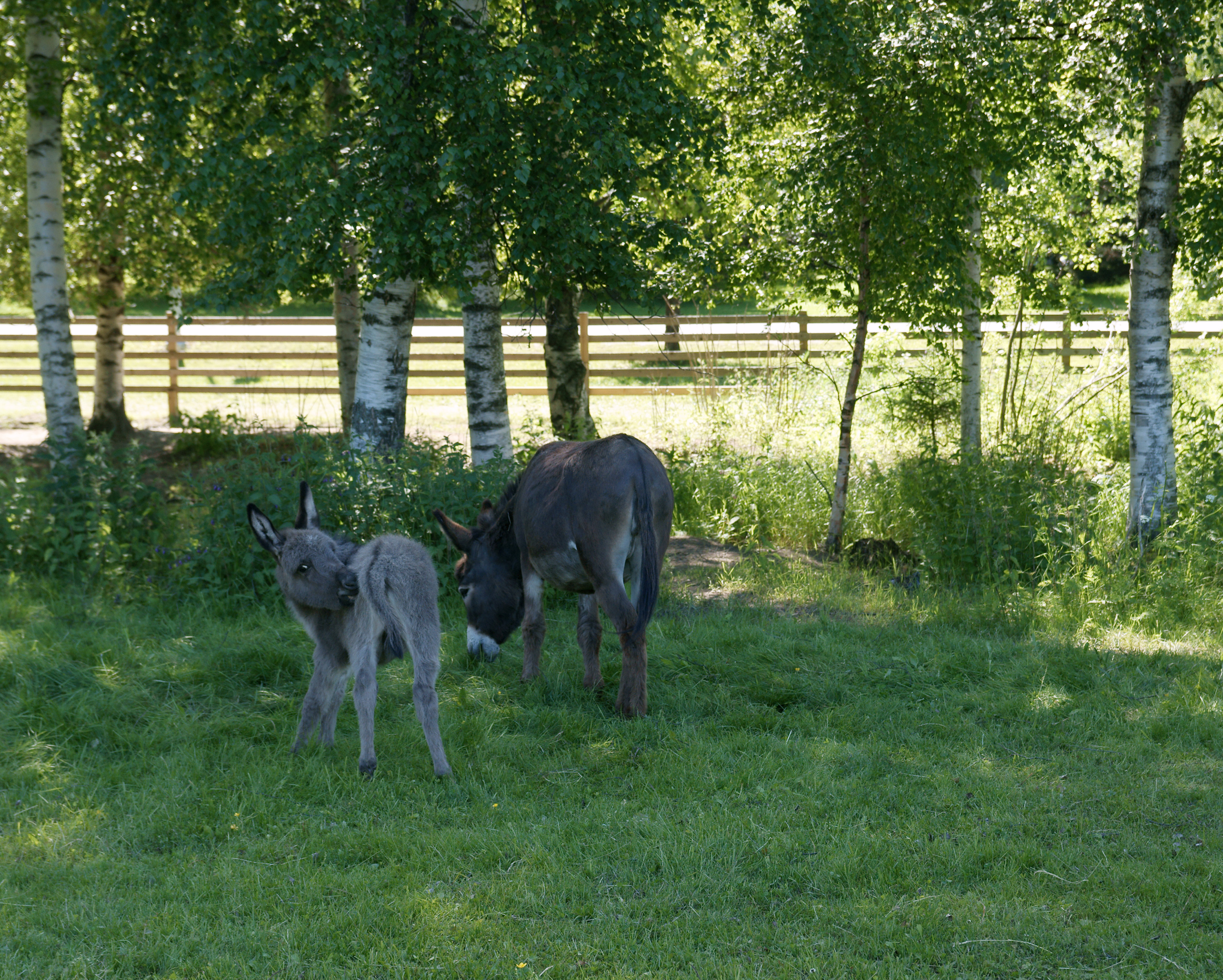